# Oscar Goerke
Oscar Goerke (Brooklyn, 10 januari 1883 - Maplewood, 12 december 1934) was een Amerikaans wielrenner. Hij nam deel aan de derde Olympische Spelen in St. Louis, Missouri in 1904.

## Belangrijkste resultaten
OS 1904
 op de 2 mijl